# Kużaj
Kużaj (dawn. Kuzaj) – wieś w Polsce położona w województwie łódzkim, w powiecie wieruszowskim, w gminie Galewice.
W 2004 roku w Kużaju mieszkały 174 osoby.
W latach 1975–1998 miejscowość administracyjnie należała do województwa kaliskiego.